# Оберзюльцен
Оберзюльцен (нем. Obersülzen) — община в Германии, в земле Рейнланд-Пфальц.
Входит в состав района Бад-Дюркхайм. Подчиняется управлению Грюнштадт-Ланд. Население составляет 621 человек (на 31 декабря 2010 года). Занимает площадь 3,52 км².